# 利島村立利島小中学校
利島村立利島小中学校（としまそんりつとしましょうちゅうがっこう）は、東京都利島村にある公立の小中一貫義務教育学校。本項では、統合前の利島小学校と利島中学校の沿革についても記述する。

## 概要
- 本校は当初は施設は同居していたものの小中一貫校・義務教育学校制度は導入しなかった[5]が、2024年（令和6年）に、利島小学校と利島中学校を閉校にした上で、新たに義務教育学校利島小中学校として開校した。

## 沿革
出典
- 1877年（明治10年）4月1日 - 利島村40番地に東京府利島尋常小学校を設置、4学年単級組織として開校。
- 1897年（明治30年）4月1日 - 利島村13番地に校舎を新築移転。
- 1934年（昭和4年）9月1日 - 高等科を併設し、利島尋常小学校と改称。
- 1941年（昭和16年）4月1日 - 国民学校令により、東京府利島村国民学校と改称。
- 1943年（昭和18年）7月1日 - 東京都制施行により、東京都利島村国民学校と改称。
- 1947年（昭和22年）
  - 4月1日 - 学制改革により、東京都利島村立利島小学校と改称。同日、東京都利島村立利島中学校を利島村13番地に設置し、開校。
  - 11月10日 - 利島村0番地に校舎を新築し、移転。
- 1960年（昭和35年）
  - 1月20日 - 校庭拡張作業完了。
  - 9月1日 - 新校舎増築（教室3・宿直室1）。
  - 9月27日 - 校歌制定し、発表会開催。
- 1968年（昭和43年）9月11日 - 利島村プール完成。
- 1971年（昭和46年）6月2日 - 体育館落成。
- 1974年（昭和49年）3月8日 - 現校舎（鉄筋2階建）完成。
- 1976年（昭和51年）9月20日 - 校庭整備、排水工事完成。
- 1977年（昭和52年）11月11日 - 利島小学校創立100周年と利島中学校創立30周年の両記念式典挙行。
- 1978年（昭和53年）1月23日 - 給食室完成。
- 1979年（昭和54年）
  - 11月5日 - 温室完成。
  - 11月10日 - 屋上防水工事完了。
- 1980年（昭和55年）
  - 3月16日 - 音楽室防音工事完了。
  - 3月26日 - 給食室修理完了。
- 1983年（昭和58年）
  - 3月10日 - 多目的教室完成。
  - 9月20日 - 擁壁工事完成。
- 1984年（昭和59年）9月12日 - 運動場排水口整地完了。
- 1988年（昭和63年）4月1日 - さくゆり学級開設し、美術室移転。
- 1989年（平成元年）6月8日 - 新体育館落成。
- 1990年（平成2年）3月20日 - 図書室、美術室、さくゆり教室完成。
- 1992年（平成4年）4月1日 - 利島村前浜親水レクリエーション施設完成。
- 1993年（平成5年）9月1日 - 教育的な活用を目的としたコンピュータの一括購入し、導入。
- 1996年（平成8年）
  - 3月1日 - 音楽室、多目的室内装工事。
  - 4月1日 - コンピュータ室と資料室が完成。
  - 7月1日 - テニスコート夜間照明設備設置。
  - 10月31日 - 利島小120周年と利島中50周年の両記念式典挙行。
- 2000年（平成12年）7月15日 - 10時15分頃に発生した新島若郷直下型地震（М6.3）[6]により、校舎北側石垣崩れる。
- 2001年（平成13年）3月30日 - 地震災害復旧工事完了。
- 2002年（平成14年）
  - 9月30日 - キューピクル工事完了。
  - 10月1日 - コンピュータ室機種入れ替えし、正式運用開始。
- 2005年（平成17年）
  - 1月31日 - 新給食室完成。
  - 12月28日 - 耐震とエアコン設置の両工事完了。
- 2006年（平成18年）
  - 1月31日 - 音楽室・多目的室防水工事とエアコン設置完了。
  - 8月21日 - 渡り廊下内壁防水工事完了。
  - 8月22日 - テニスコート改修工事完了。
- 2008年（平成20年）12月25日 - 校庭芝生化工事完了。
- 2009年（平成21年）9月15日 - トイレ改修工事完了。
- 2010年（平成22年）4月1日 - 教育目標改訂。
- 2016年（平成28年）11月5日 - 利島小140周年と利島中70周年の両記念式典挙行。
- 2024年（令和6年）
  - 3月31日 - 利島村立利島小学校、利島村立利島中学校両校閉校。
  - 4月1日 - 利島村87番地に義務教育学校利島村立利島小中学校を設置し、開校。開校時点の在籍者数は、前期課程16名・後期課程8名の計24名。

## 教育目標
自立
- よく考え 進んで学ぶ人
- 思いやりのある 心豊かな人
- 元気に たくましく生きる人

## 通学区域
- 利島村全域

## 周辺
村中心部に位置する。
- 東京都道228号利島環状線
- 利島村役場
- 利島村国保診療所

## アクセス
- 東海汽船利島港より徒歩10分